# Вулька-Поклонна
Вулька-Поклонна (пол. Wólka Pokłonna) — село в Польщі, у гміні Ракув Келецького повіту Свентокшиського воєводства.
Населення — 255 осіб (2011).
У 1975-1998 роках село належало до Келецького воєводства.

## Демографія
Демографічна структура на день 31 березня 2011 року:
|          | Загалом | Допрацездатний вік | Працездатний вік | Постпрацездатний вік |
| -------- | ------- | ------------------ | ---------------- | -------------------- |
| Чоловіки | 142     | 35                 | 94               | 13                   |
| Жінки    | 113     | 27                 | 70               | 16                   |
| Разом    | 255     | 62                 | 164              | 29                   |